# Хлевинский, Антоний
Антоний Хлевинский (ок. 1750—1800) — участник русско-польской войны (1792) и восстания Костюшко (1794), генерал-лейтенант войск Великого княжества Литовского (1794).

## Биография
Представиль польского шляхетского рода Хлевинских герба «Радван», происходившего из Мазовии. Начал военную службу в прусской армии, с 1791 года служил в польских войсках. Был полковником и командующим 3-го полка передней стражи литовской.
Во время русско-польской войны (1792) командовал 3-м полком передней стражи под шефством генерал-лейтенанта Михаила Забелло. Во время войны проявил себя как хороший тактик. Был награждён орденом воинской доблести «Virtuti Militari». После победы Тарговицкой конфедерации Антоний Хлевинский остался на военной службе. В 1793 году был назначен генерал-майором и командиром 3-й бригады народной кавалерии. Был награждён орденом Святого Станислава.
В 1794 году Антоний Хлевинский выступал против подготовленного восстания Тадеуша Костюшко. 16 апреля в Шавлах он был провозглашен литовскими повстанцами начальником вооруженных сил Великого княжества Литовского. Антоний Хлевинский со своими отрядами подошёл к Вильно, чем способствовал началу виленского восстания (22 апреля 1794). Не получил поддержки со стороны Наивысшей Литовской рады, сформированной повстанцами, но Тадеуш Костюшко назначил его комендантом Вильно и генерал-лейтенантом литовских войск. Был противником генерала Якуб Ясинского, главнокомандующего повстанческими силами в Великом княжестве Литовском. 11-12 августа 1794 года не смог или не захотел защитить Вильно, осажденную русской армией. После капитуляции литовской столицы Антоний Хлевинский был обвинен в государственный измене. 24 августа он сдал командование Наивысшей Литовской раде и был арестован. Ввиду неизбежного краха восстания судебное расследование не выявило ничего. Дальнейшая судьба Антония Хлевинского неизвестна.